# Mădăras (okręg Bihor)
Mădăras (słow. Madaras) – wieś w Rumunii, w okręgu Bihor, w gminie Mădăras. W 2011 roku liczyła 891 mieszkańców.